# Андрей Кобыла
Андре́й Кобы́ла (умер после 1347 года) — московский боярин времён Ивана Калиты и Симеона Гордого, первый исторически достоверный предок дома Романовых и ряда других родов.
Согласно родословным, отчество Андрея было Иванович. С этим же отчеством он упоминается в «Энциклопедическом словаре Брокгауза и Ефрона». Однако в «Ростовском синодике» он упоминается с отчеством Александрович. В летописях Андрей Кобыла упоминается только однажды: в 1347 году он был послан из Москвы в Тверь за княжной Марией Александровной, невестой великого князя Симеона Гордого, дочерью князя тверского Александра Михайловича. Больше о нём ничего не известно. По родословцам он был боярином во время правления Ивана Калиты и Симеона Гордого.

## Происхождение
Точное происхождение Андрея Кобылы неизвестно. При составлении Бархатной книги в XVII веке, когда многие московские бояре ссылались на западное происхождение своих родоначальников, была составлена родословная легенда, по которой Андрей Кобыла выехал «из Немец», из прусской земли. В XVII веке в родословной Колычёвых появилось развитие этой легенды, составленное герольдмейстером Степаном Андреевичем Колычёвым. По ней некий князь Гланда Камбила, сын князя Дивона, потомок прусского короля Видевута, утомлённый в борьбе против Тевтонского ордена, выехал вместе со своим сыном и множеством подданных к великому князю Александру Ярославичу Невскому. Там он крестился с именем Иван, а его сын получил прозвище Кобыла, что объяснялось опиской писца. Ещё в XVIII веке на несостоятельность этой родословной легенды указывал Август Шлецер, однако данная версия происхождения Андрея Кобылы попала и в «Русский Гербовник», изданный в 1797 году.
Существовала также версия князя Андрея Курбского о происхождении Шереметевых (потомков Андрея) от «князей решских», хотя неясно, кого он имел в виду. Большинство позднейших историков также сомневались в достоверности родословной легенды о прусском происхождении. Ряд исследователей с большей или меньшей определённостью высказывается за происхождение Кобылы из Новгорода, из прусского конца (П. Н. Петров, Н. П. Павлов-Сильванский).

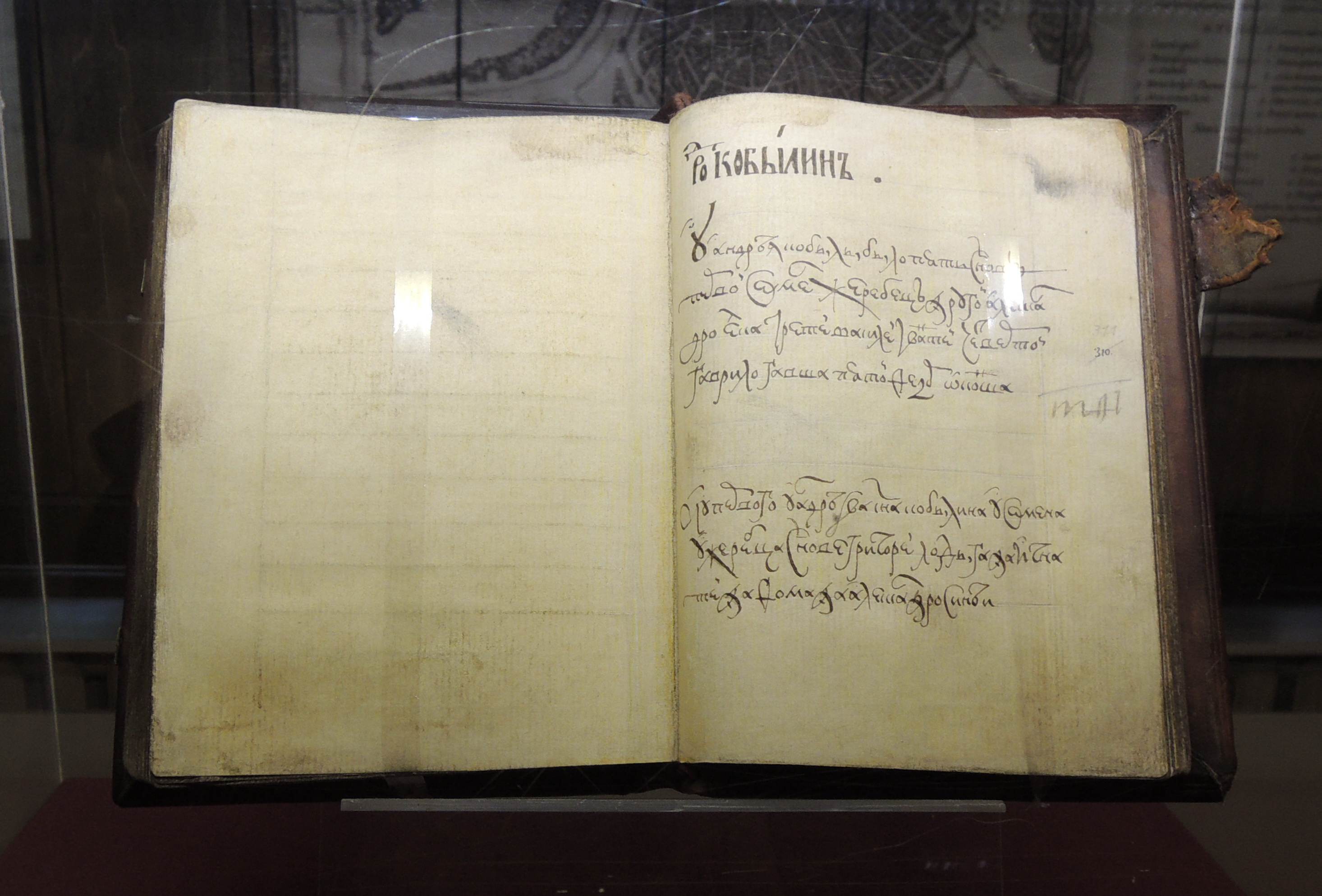
Родословная книга, 17 век. Палаты бояр Романовых

Исследователь московской боярской знати С. Б. Веселовский считал, что прозвища детей Андрея делают версию об описке писцов несостоятельной. Ко всему прочему в ряде родословцев у Андрея упоминается брат, Фёдор Шевляга, который стал родоначальником родов Трусовых, Воробиных, Мотовиловых, Деревлёвых, Грабежевых. Прозвище Шевляга (или Шевлюга) означает «кляча», что также говорит о русском происхождении прозвища. В итоге Веселовский сделал вывод, что Андрей Кобыла происходил из знатного московского рода, возможно, родом из Новгорода. "Прусское" же происхождение может объяснятся тем, что в Великом Новгороде расположена Прусская улица, где в XIV веке стояли усадьбы бояр промосковской ориентации. Таким образом, "из пруссов" может означать "с Прусской улицы", не национальную и не географическую, а местную политическую принадлежность. Эту версию поддерживает историк А. А. Зимин.
В 1995 году исследователь С. В. Конев опубликовал «Ростовский родословный синодик», в котором упоминаются имена многих московских бояр XIV—XV веков. В отличие от «Успенского синодика», в «Ростовском синодике» приводятся не только имена, но и прозвища, а также некоторые биографические данные. Среди лиц, упоминаемых в нём, есть и предок Романовых — Андрей Александрович Кобыла. Исходя из этого, историк А. В. Кузьмин сделал вывод о том, что родословная легенда привела отчество Андрея неправильно. Сделал он и предположение о том, что Андрей имел костромское происхождение: известно, что потомки Андрея, в частности Романовы, имели под Костромой земельные владения. По мнению Кузьмина, Андрей мог быть сыном убитого в 1304 году костромского боярина Александра.

## Семья

На сочинённых в XVIII веке гербах родов, происходящих от Кобылы, красуется корона с двумя под ней крестами — традиционная эмблема Данцига в «земле Прусс»

У Кобылы по родословцам было пять сыновей, родоначальников многих боярских и дворянских фамилий:
1. Семён Жеребец, родоначальник Лодыгиных, Коновницыных (впоследствии графы), Горбуновых[8] и угасших — Кокоревых и Образцовых;
2. Александр Ёлка, родоначальник Колычёвых, Хлуденевых, Стербеевых и Неплюевых[8];
3. Василий Ивантей или Вантей — по родословцам бездетен;
4. Гаврила (Гавша) — имел двух сыновей: Бориса и Андрея. У Андрея Борисовича имелось четверо детей: Фёдор Боборыка, Василий Мокрый, Борис и Иван. Василий Мокрый остался бездетным, а от Фёдора Боборыки пошёл отдельный дворянский род Боборыкиных. Фёдор Боборыка имел шестерых детей: Фёдора, Семёна, Родиона, Ивана, Андрея и Никиту. Фёдор Фёдорович имел пятерых сыновей, среди которых был Андрей Большой. У Андрея Большого было четыре сына. Одним из сыновей был Борис Андреевич, от которого родился пятый сын Савва. Сын Саввы, Василий, имел сына Фёдора Васильевича, от которого родился Роман Фёдорович Боборыкин, основавший город Тамбов в 1636 году[8];
5. Фёдор Кошка, родоначальник Романовых, Шереметевых (впоследствии графы), Яковлевых (включая Герцена) и угасших Голтяевых и Беззубцевых.

Общность легендарного происхождения от королей прусских отразилась на общности и эмблемах, сложившихся в XVIII веке, гербов вышеназванных фамилий (за исключением герба Романовых).

## Художественная литература
Андрей Кобыла является одним из действующих лиц в цикле исторических романов Дмитрия Балашова «Государи Московские», в котором писатель предполагает костромское происхождение Андрея.